# North American SuperLiga
De North American SuperLiga of Noord-Amerikaanse SuperLiga, was een voetbalclubcompetitie dat georganiseerd werd door de CONCACAF.

## Geschiedenis
In mei 2006 liet de Spaanstalige televisiezender TeleFutura weten dat er plannen waren voor een nieuw toernooi voor clubs uit de CONCACAF-regio. De eerste editie wordt in de zomer van 2007 gehouden met vier clubs uit de Major League Soccer en vier clubs uit de Primera División de México om het concept te testen (zie: Noord-Amerikaanse Superliga 2007). Van 2007 tot en met 2010 werden vier edities gehouden.
In 2011 was de vijfde editie van de Noord-Amerikaanse Superliga gepland, maar het toernooi werd op 29 maart 2011 afgeschaft. Aan de editie van 2011 hadden de Amerikaanse teams Real Salt Lake, New York Red Bulls, Columbus Crew, en San Jose Earthquakes mee moeten doen.

## Winnaars
| Seizoen      | Gastland         | Winnaar                | Uitslag                   | Verliezend finalist    |
| ------------ | ---------------- | ---------------------- | ------------------------- | ---------------------- |
| 2010 Details | Verenigde Staten | Morelia                | 2–1                       | New England Revolution |
| 2009 Details | Verenigde Staten | Tigres UANL            | 1–1, 4–3 na strafschoppen | Chicago Fire           |
| 2008 Details | Verenigde Staten | New England Revolution | 2–2, 6–5 na strafschoppen | Houston Dynamo         |
| 2007 Details | Verenigde Staten | CF Pachuca             | 1–1, 4–3 na strafschoppen | Los Angeles Galaxy     |